# Zeche Vondern
Die Zeche Vondern war ein Steinkohlenbergwerk in Oberhausen-Osterfeld. Die Zeche Vondern war die jüngste Zeche im Steinkohlenfeld Oberhausen. Das Bergwerk ist benannt nach dem adeligen Haus Vondern in Oberhausen-Osterfeld. Auf dem Gelände, auf dem später die Tagesanlagen des Bergwerks standen, wurde bereits im Jahr 1863 begonnen, die Zeche Herzog von Arenberg zu erstellen. Im Jahr 1865 wurde dieses erfolglose Bauvorhaben beendet.

## Geschichte

### Planung
Die Schachtanlage war zunächst als Wetterschachtanlage für die Zeche Oberhausen der Gutehoffnungshütte konzipiert. Grund hierfür war die ungünstige Bewetterung der Zeche Oberhausen und die dadurch erhöhte Schlagwettergefahr. Als günstigster Standort für den Schacht wurde durch den Markscheider ein Grundstück in der unmittelbaren Nähe der Burg Vondern in Osterfeld ermittelt. Aufgrund eines Vorstandsbeschlusses wurde für den Schacht ein Schachtdurchmesser von fünf Metern gewählt.

### Die Errichtung des Bergwerks
Im Jahr 1898 wurde in der Nähe der Burg Vondern mit den Teufarbeiten für den Schacht 1 begonnen. Der Schacht erhielt den Namen Oberhausen 3 und sollte erst die Zeche Oberhausen mit frischen Wettern versorgen, bevor hier eine eigenständige Anlage entstand. Der Schacht wurde im Senkschachtverfahren erstellt. Die Teufarbeiten verliefen recht zügig und ohne nennenswerte Komplikationen. Im darauffolgenden Jahr erreichte der Schacht bei einer Teufe von 167 Metern das Karbon. Im Jahr 1900 wurde bei einer Teufe von 199 Metern (- 160 m NN) die Wettersohle nach Süden angesetzt. Noch im gleichen Jahr wurde bei einer Teufe von 220 Metern (−181 m NN) die 1. Sohle, die als Wettersohle nach Norden dienen sollte, angesetzt. Bis zum Jahresende 1900 erreichte der Schacht bereits eine Teufe von 310 Metern. Bei einer Teufe von 311 Metern (- 272 m NN) wurde die 2. Sohle angesetzt. Im Jahr 1902 wurde bei einer Teufe von 411 Metern (- 372 m NN) die 3. Sohle, auch 420-Meter-Sohle genannt, angesetzt. Noch im selben Jahr wurde über einen Querschlag die wettertechnische Verbindung mit der 6. Sohle der Zeche Oberhausen hergestellt. Der Schacht Oberhausen 3 wurde als Wetterschacht in Betrieb genommen. Der Schacht versorgte nun das nördliche Baufeld der Zeche Oberhausen mit frischen Wettern. Der Lagerstättenaufschluss ergab, dass das Weiterführen der Anlage als selbständige Förderschachtanlage wirtschaftlich sinnvoller wäre. Der Vorstand der GHH beschloss, nun den Schacht in Vondern 1 umzubenennen und anschließend das Bergwerk zu einer Doppelschachtanlage auszubauen.

### Die ersten Betriebsjahre
Im Jahr 1903 wurde die Anlage als selbstständiges Bergwerk in Betrieb genommen. Noch im selben Jahr wurde begonnen, den Schacht 2 direkt neben Schacht 1 abzuteufen. Im selben Jahr wurde anstelle der Teufausrüstung eine Fördermaschine installiert und in Betrieb genommen. Die Fördermaschine wurde mittels Dampfkraft angetrieben und hatte als Seilträger eine Trommel mit einem Durchmesser von 7,5 Metern. Mit dieser Fördermaschine konnte von allen drei Sohlen im Zweikorbbetrieb gefördert werden. Bereits im zweiten Quartal des Jahres 1903 wurden die ersten Kohlen gefördert. Im Jahr 1904 wurde der Schacht 1 tiefer geteuft und bei einer Teufe von 500 Metern (- 461 m NN) die 4. Sohle angesetzt. Im Schacht 2 erreichte man noch im selben Jahr bei einer Teufe von 167 Metern das Karbon. Außerdem wurde ein Durchschlag zur 3. Sohle erstellt. Im Schacht 1 wurde als zweite Fördermaschine eine Dampffördermaschine mit Treibscheibe eingebaut. Diese Treibscheibenförderung reichte jedoch nur bis zur 2. Sohle. Im Jahr 1905 wurde der Schacht 2 in Betrieb genommen. Der Schacht wurde mit einer Trommelfördermaschine ausgerüstet, die einen Trommeldurchmesser von 6,4 Metern hatte. Als zweite Förderanlage wurde eine Fördermaschine mit Treibscheibe installiert. Schacht 2 wurde nun Hauptförderschacht. Als Abwetterschacht diente Schacht 1. Damit die Abwetter über den Schacht aus den Grubenbauen abgesaugt werden konnten, wurden zwei Grubenlüfter neben dem Schacht 1 installiert. Die Grubenlüfter wurden mittels Dampfkraft angetrieben und konnten zusammen pro Minute 13.000 m3 Abwetter aus den Grubenbauen absaugen. Das Bergwerk hatte insgesamt fünf Fördermaschinen. Pro Schacht eine Haupt- und eine Nebenfördermaschine und zusätzlich für den Schacht 1 eine Hilfsfördermaschine, die als Zubringermaschine für die Hauptfördermaschine des Schachtes 1 diente. Des Weiteren war eine Kaue vorhanden. Für die Streckenförderung wurden 29 Grubenpferde eingesetzt. Die relativ geringe Anzahl an eingesetzten Grubenpferden lag an den kurzen Wegen zwischen der Ladestelle und dem Füllort.
Da die Zeche Vondern keine eigene Wasserhaltung betrieb, mussten die Grubenwässer anderweitig entfernt werden. Die Zechen Oberhausen und Vondern waren untertägig über zwei Sohlen miteinander verbunden. Da es in den beiden Baufeldern nur relativ geringe Zuflüsse von Grubenwasser gab, konnten die Zechen über eine zentrale Wasserhaltung auf der Zeche Oberhausen entwässert werden. Da sich die Grubenwässer der beiden Bergwerke nicht miteinander vertrugen und beim Vermischen Schwerspat ausflockten und die Pumpen verstopften, mussten beide Bergwerke allerdings eine eigene Sumpfstrecke betreiben. Im Jahr 1906 wurde auf der 3. Sohle ein Durchschlag mit der Zeche Oberhausen erstellt.
Ab Anfang 1907 wurde auf der Anlage eine Kokerei in Betrieb genommen. Die Anlage bestand aus einer Koksbatterie mit 60 Öfen und zusätzlichen Nebengewinnungsanlagen für die Produktion von Teer und Ammoniak. Im Jahr 1909 wurde die Kokerei um eine weitere Koksbatterie mit ebenfalls 60 Regenerativöfen erweitert. Die Kokerei erzeugte pro Kalendertag zwischen 580 und 600 Tonnen Koks. Das von der Kokerei erzeugte Kokereigas wurde in zwei Koksofengasmaschinen, die in einem eigens dafür erstellten Kraftwerk standen, genutzt. Mit diesen Koksofengasmaschinen wurden zwei Drehstromgeneratoren mit einer Leistung von jeweils 1000 kW angetrieben. Die so erzeugte elektrische Energie wurde in das Ringnetz der GHH eingespeist. Im Jahr 1909 kam es in der Jahresmitte zu einem Grubenbrand. Der Brand ereignete sich auf der 2. Sohle des Bergwerks. Der Brand konnte von der Grubenwehr zwar nicht gelöscht wurden, wurde aber durch das Stellen mehrerer Branddämme unter Kontrolle gebracht. Menschen kamen bei diesem Grubenbrand nicht zu Schaden.

### Ausbau der Schachtanlage
Im Jahr 1910 wurde begonnen, das Grubenfeld Neu-Oberhausen auf der zweiten und der 3. Sohle auszurichten. Hierfür wurden Strecken aufgefahren, um die 3000 Meter nördlich geplante Zeche Jacobi zu erschließen. Im selben Jahr wurde der Schacht 2 bis zur 4. Sohle tiefer geteuft. Ab 1912 wurde mit der in Klosterhardt entstehenden Zeche Jacobi ein untertägiger Durchschlag zur Optimierung der Wetterführung erstellt. Im selben Jahr wurde eine Brikettfabrik fertiggestellt. Ob diese Brikettfabrik jemals in Betrieb ging, ist nicht bekannt. Um die Streckenförderung zu verbessern, wurde auf der 3. und auf der 4. Sohle die Förderung mittels Grubenpferden umgestellt auf Lokförderung. Hierfür wurden fünf druckluftgetriebene Lokomotiven eingesetzt. Die nötige Druckluft wurde von einer übertägig aufgestellten Hochdruckkompressoranlage erzeugt und in das untertägige Rohrleitungsnetz gespeist. Im Juli des Jahres 1913 erfolgte auf der 3. Sohle der Zeche Vondern die Verbindung mit der 2. Sohle der Zeche Jacobi. Dies war die zweite Verbindung zwischen den beiden Bergwerken. Während des Ersten Weltkrieges konnte der Ausbau der Zeche Vondern weiter fortgeführt wurden. Seit dem Mai des Jahres 1915 wurden keine Grubenpferde mehr eingesetzt. Im darauffolgenden Jahr wurde auf der Kokerei eine Anlage zur Benzolerzeugung in Betrieb genommen. Nach dem Ersten Weltkrieg war die Lage auf der Zeche Vondern aufgrund der politischen Verhältnisse zunächst schwierig. Ab dem Jahr 1921 normalisierten sich auch hier wieder die Verhältnisse. In den Streben wurden die Flöze manuell mittels Abbauhammer in Verhieb genommen. Bei sehr harten Kohlen wurden Schrämmaschinen zur Unterstützung der Arbeit eingesetzt. Die Förderung erfolgte mittels Schüttelrutsche und Gummigurtförderbändern bis zur Ladestelle. Im Jahr 1926 wurde der Schacht 2 in einer Teufe von 662 Metern mit der 5. Sohle durchschlägig.

### Die letzten Jahre bis zur Stilllegung
Im Rahmen der Weltwirtschaftskrise führte die Gutehoffnungshütte umfangreiche Rationalisierungsmaßnahmen für ihre Förderanlagen im Oberhausener Gebiet durch. Im Oktober des Jahres 1930 wurde die Kokerei stillgelegt. Aufgrund des schlechten Kohleabsatzes in den Jahren 1930 und 1931 wurden zunächst Feierschichten verfahren, um die Förderung zumindest etwas an den Kohlenabsatz anzupassen. Als diese Maßnahme nicht mehr ausreichte, sah sich die Unternehmensleitung gezwungen, weitere Rationalisierungen einzuführen. Dies führte zu dem Entschluss, die Zeche Vondern und die Zeche Jacobi zu einem Verbundbergwerk zusammenzuführen. Am 15. Januar des Jahres 1932 wurde die Förderung auf dem Baufeld Vondern eingestellt. Zum 1. Februar wurde das Baufeld Vondern zur Zeche Jacobi zugeschlagen. Die im Baufeld Vondern abgebauten Kohlen wurden untertägig zur Zeche Jacobi gefördert und dort zu Tage gefördert. Die meisten Tagesanlagen wurden abgerissen. Die beiden Vondernschächte blieben zunächst noch für die Seilfahrt und die Materialförderung offen. Ab dem 1. Oktober des Jahres 1932 wurde die reguläre Seilfahrt in den Schächten des Baufeldes Vondern eingestellt. Die Schächte bleiben noch für die Bewetterung geöffnet. Im Jahr 1956 wurde das Fördergerüst über dem Schacht 1 abgerissen, da der Schacht keine weitere Aufgaben mehr hatte. Außerdem wurde ein neuer Grubenlüfter installiert. Der Schacht erhielt eine luftdichte Schachthalle. Im Jahr 1965 wurden die beiden Schächte Vondern 1 und Vondern 2 mit Waschbergen und Kies verfüllt. Die noch verbliebenen Gebäude wurden abgerissen.

## Förderung und Belegschaft
Die ersten bekannten Förder- und Belegschaftszahlen stammen aus dem Jahr 1903, damals wurden mit 182 Bergleuten eine Förderung von 57.394 Tonnen Steinkohle erbracht. Im Jahr 1905 wurden von 1000 Bergleuten rund 275.000 Tonnen Steinkohle gefördert. Im Jahr 1910 wurden mit 2189 Bergleuten 570.482 Tonnen Steinkohle gefördert. Im Jahr 1913 wurde mit 2103 Bergleuten die maximale Förderung des Bergwerks erbracht. Die Förderung lag in diesem Jahr bei 685.074 Tonnen Steinkohle. Im Jahr 1915 wurden von 1955 Bergleuten 430.636 Tonnen Steinkohle gefördert. Im Ersten Weltkrieg sank die Belegschaftszahl im Jahr 1916 auf 1358 Bergleute. Bis zum Ende des Ersten Weltkrieges wurden verstärkt auch Kriegsgefangene für den Arbeitseinsatz unter Tage eingesetzt und somit die Belegschaftsstärke auf 1750 Mann erhöht. Im letzten Kriegsjahr wurden rund 499.000 Tonnen Steinkohle gefördert. Im Jahr 1920 wurden von 1802 Bergleuten 358.479 Tonnen Steinkohle gefördert. Im Jahr 1925 wurden von 2285 Bergleuten rund 548.000 Tonnen Steinkohle gefördert. Die letzten bekannten Förder- und Belegschaftszahlen des Bergwerks stammen aus dem Jahr 1930, es wurden mit 1634 Bergleuten 476.072 Tonnen Steinkohle gefördert.

## Heutiger Zustand
Heute ist von der Zeche Vondern kein Gebäude mehr erhalten. Seit dem 1. August des Jahres 1974 verläuft über den ehemaligen Zechenplatz die A 42. Die Brache Vondern gehört zur Route der Industriekultur und wurde 2008 künstlerisch neu gestaltet.